# Apus melba
Apus melba là một loài chim trong họ Apodidae.

## Hình ảnh

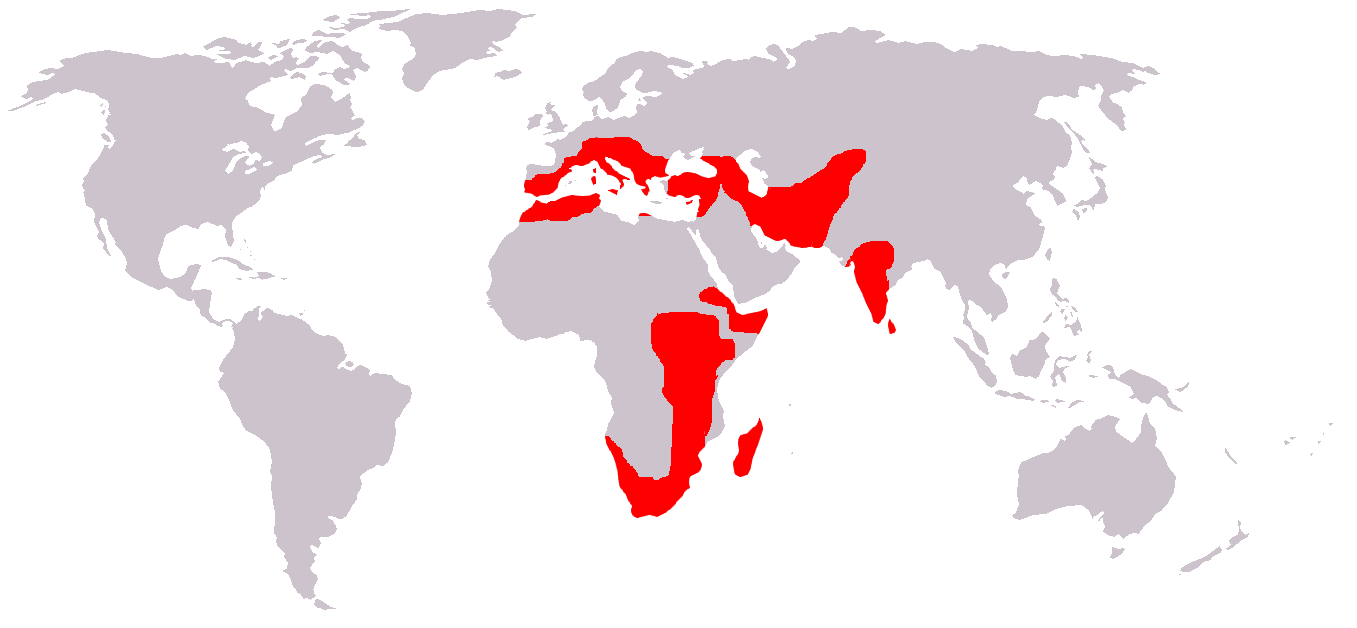
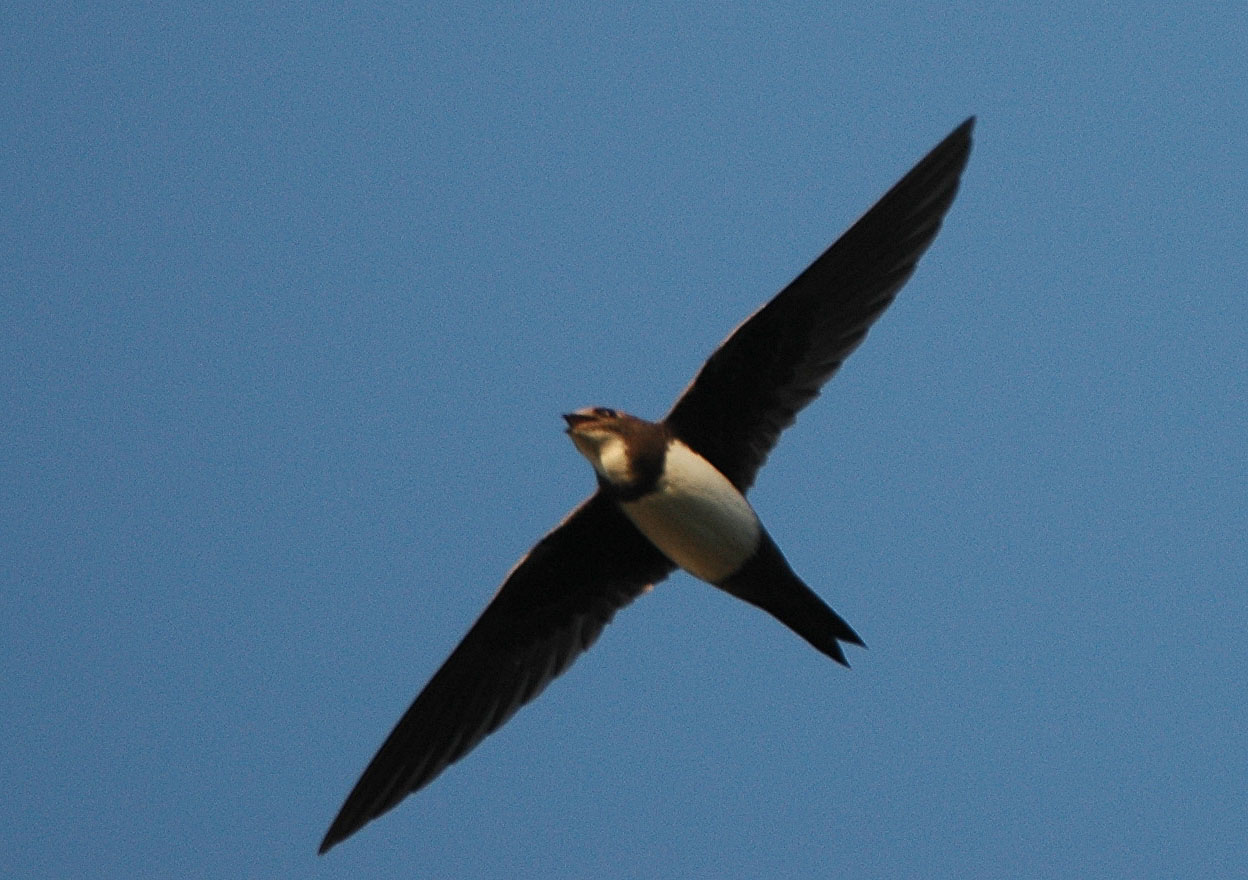
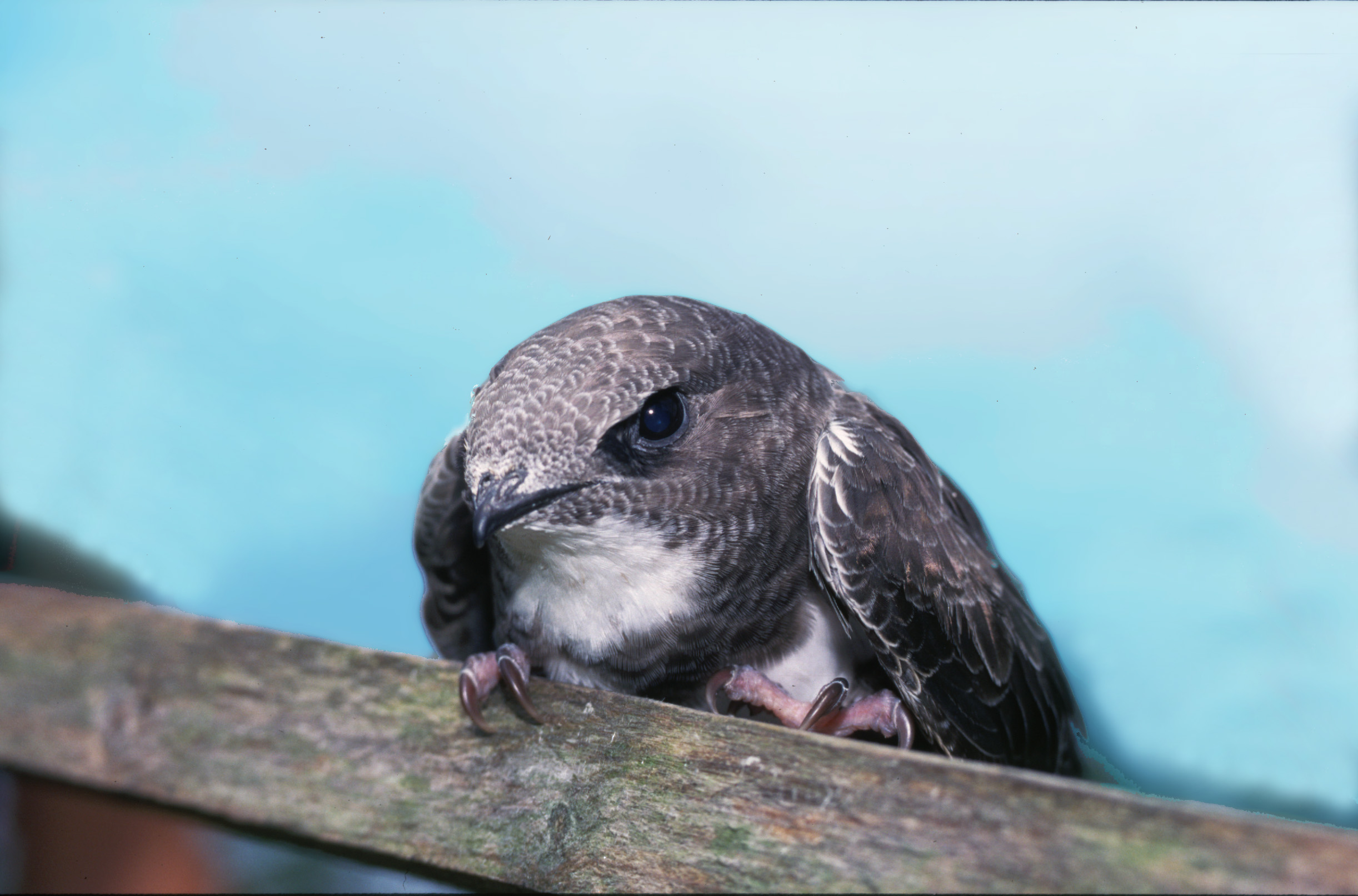
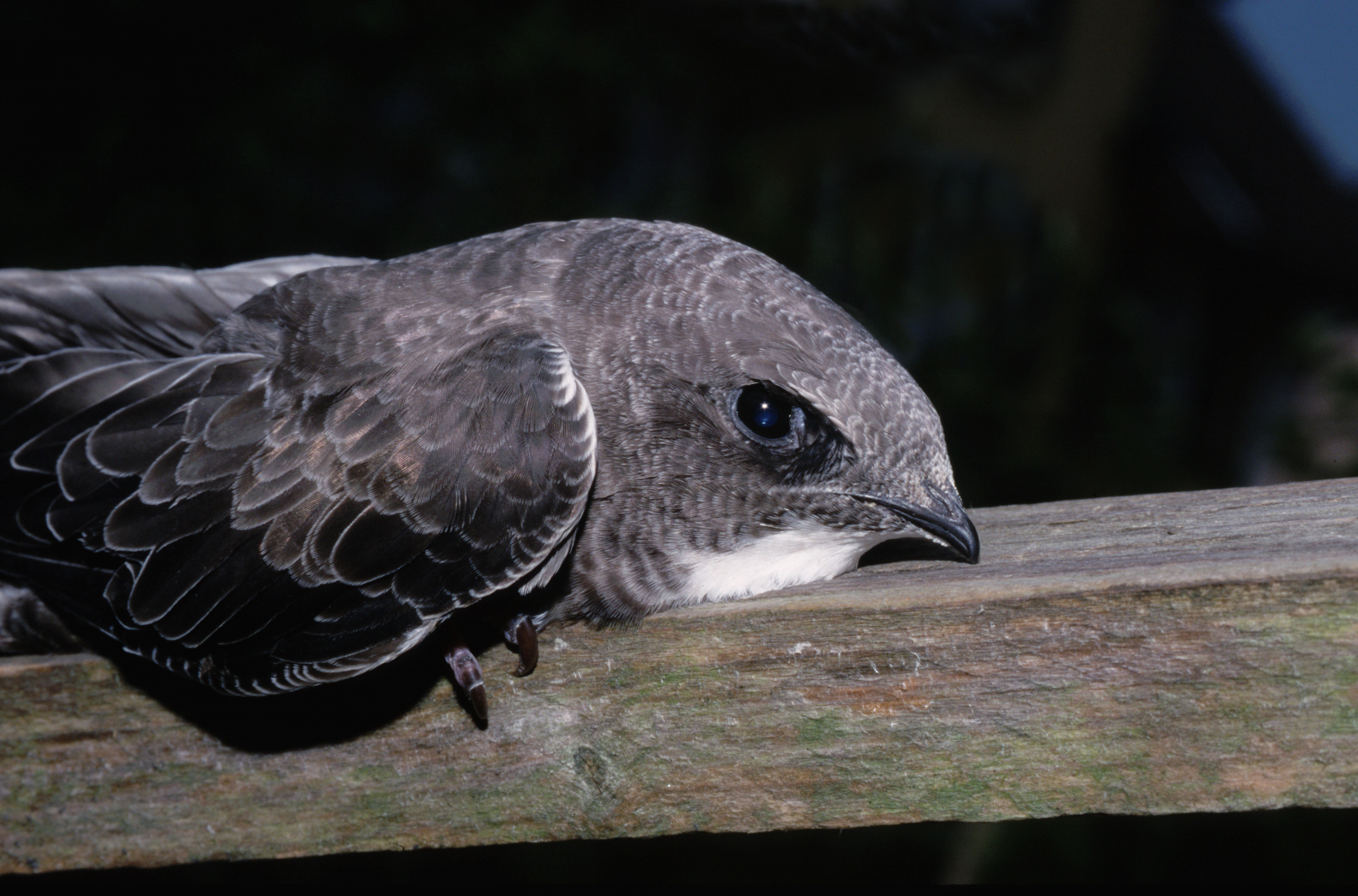
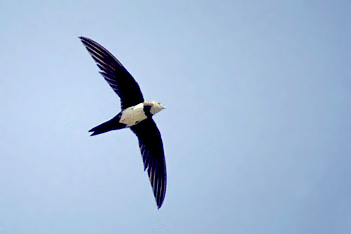
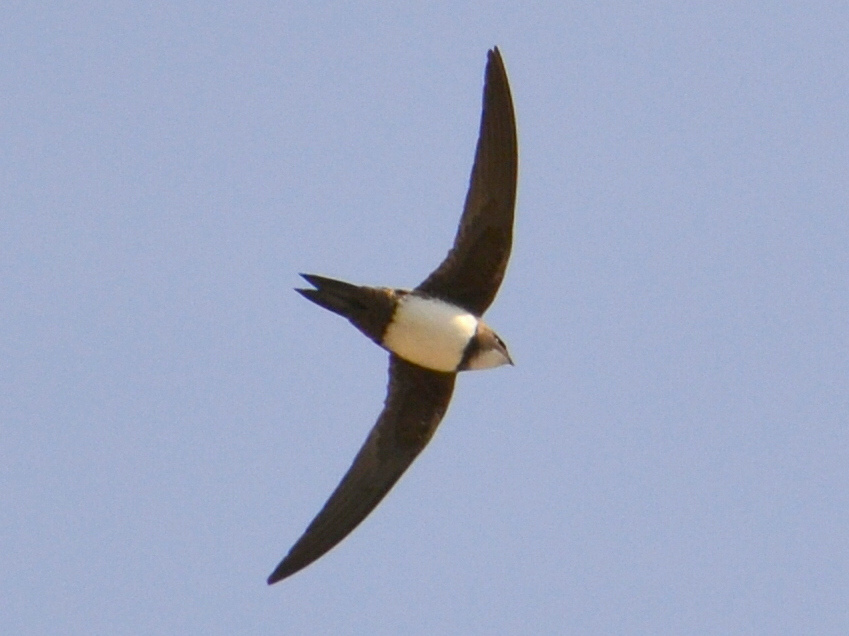
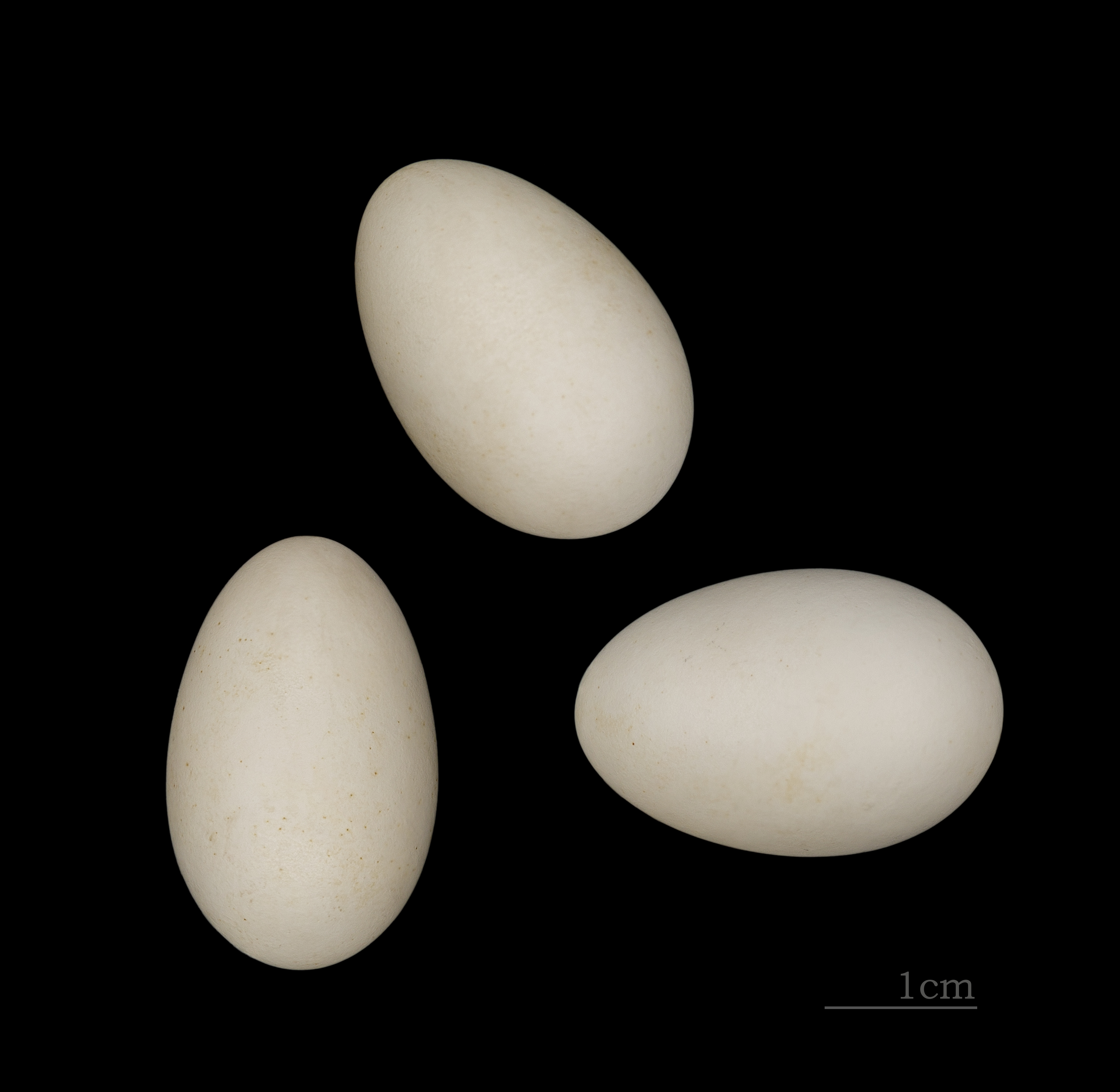